# Diplazium birgeri
Diplazium birgeri är en majbräkenväxtart som beskrevs av Carl Frederik Albert Christensen.
Diplazium birgeri ingår i släktet Diplazium och familjen Athyriaceae. Inga underarter finns listade i Catalogue of Life.